# Гомжиська
Гомжиська (пол. Homrzyska) — село в Польщі, у гміні Навойова Новосондецького повіту Малопольського воєводства.
Населення — 402 особи (2011).
У 1975-1998 роках село належало до Новосондецького воєводства.

## Демографія
Демографічна структура станом на 31 березня 2011 року:
|          | Загалом | Допрацездатний вік | Працездатний вік | Постпрацездатний вік |
| -------- | ------- | ------------------ | ---------------- | -------------------- |
| Чоловіки | 218     | 66                 | 135              | 17                   |
| Жінки    | 184     | 49                 | 106              | 29                   |
| Разом    | 402     | 115                | 241              | 46                   |